# Prohylesia friburgensis
Prohylesia friburgensis är en fjärilsart som beskrevs av William Schaus 1915. Prohylesia friburgensis ingår i släktet Prohylesia och familjen påfågelsspinnare. Inga underarter finns listade i Catalogue of Life.